# Idioma alagüilac
O alagüilac é uma língua indígena extinta que foi falada nas regiões onde hoje são os países de Guatemala e El Salvador. 

## Classificação
Brinton (1892) considerou que o alagüilac era um idioma oriundo do idioma Náhuat, ainda que Campbell considera que dita identificação é errônea. Isto poderia dever a uma confusão a partir das fontes existentes: Em 1576, Palácio informou sobre a língua de Acavastlan em Guatemala, que ele chamou tlacacebatleca. Juarros menciona que em San Cristóbal de Acasaguastlán se falava "alagüilac", enquanto em San Agustín Acasaguastlán se falava "mexicano", fato que abria o debate sobre se o alagüilac não seria, na verdade, uma língua relacionada com o náhuat. Uma vez que o próprio Briton achou quatro páginas manuscritas escritas entre 1610 e 1637 escritas numa dialeto nahua nos arquivos de San Cristóbal Acasaguastlán, e, ademais, Bromowicz recopilou em 1878 uma lista de palavras em San Agustín Acasaguastlán, Brinton concluiu que o agüilac não era outra coisa que uma forma de náhuatl. No entanto, a evidência arqueológica não parece apoiar a interpretação de Brinton do indocumentado alagüilac como uma forma de náhuat. Outros autores têm sugerido que Acaguastlán poderia ter sido uma região bilingüe onde estivesse presente tanto o náhuat como alguma língua maia do grupo poqom.
No entanto, L. Campbell argumenta que a presença do náhuat ou do náhuatl no Vale do rio Montagua, poderia se dever a movimentos forçados de população depois da Conquista espanhola. Assim por exemplo Salama, uma localidade próxima a Acaguastlán foi uma cidade náhua que foi povoada com escravos trazidos por Pedro de Alvarado. Isso contribui para a argumentação de que o alagüilac poderia ser uma língua relacionada com as línguas xinca.
Esta proposta baseia-se no fato de que muitas localidades próximas a Acasaguastlán têm nomes xincas, entre elas: Sanarate, Sansare, Sansur ou Ayampuc. Em xinca ṣan- é um locativo, assim em xinca Santa María Ixhuatán se chama ṣan-piya 'lugar de jarras (piya)' e Pasaco é ṣan-paṣaʔ. San Pedro Ayampuc prove/provem do xinca yampuki 'serpente'. Ademais Campbell argumenta que os cakchiqules e pocomames, se expandiram ao centro da Guatemala desde o norte ao área de Acaguastlán encontrando com algum povo pré-maia, que Campbell assume relacionado com os xincas. Esta proposta está corroborada pelo grande número de palavras xinca presentes nestas línguas.

### História
A filiação filogenética do alagülac é potencialmente importante para reconstruir a pré-história linguística da Guatemala e para o conhecimento etnográfico antigo de Mesoamérica.